# Nemat Abdullah Khair
Nemat Abdullah Mohamed Khair (en arabe : نعمات عبدالله محمد خير, niʿmāt ʿabdu(a)llah muḥammad xaīr), née en 1957, est une juge soudanaise, membre de la Cour suprême soudanaise, qui est devenue juge en chef du Soudan (chef du pouvoir judiciaire soudanais) le 10 octobre 2019. En tant que telle, en vertu de l'article 29.(3) du projet de déclaration constitutionnelle d'août 2019, elle est également présidente de la Cour suprême du Soudan et est « responsable de l'administration de l'autorité judiciaire devant le Conseil judiciaire suprême »,. Nemat Abdullah Khair est la première femme juge en chef du Soudan. Elle est démise de ses fonctions de juge en chef en mai 2021.

## Enfance et éducation
Nemat Abdullah Khair est originaire d'al-Kamleen à Gezira, et est titulaire d'un BA en droit de l'université du Caire.

## Carrière judiciaire
Nemat Abdullah Khair intègre la justice soudanaise au début des années 1980. Elle travaille à la cour d'appel, au tribunal de première instance, et devient finalement juge à la Cour suprême. Elle est la fondatrice du Club des juges soudanais, en tant qu'organisation indépendante du gouvernement.
Elle statue contre le gouvernement al-Bashir en 2016 dans une affaire impliquant l'Église anglicane.

## Manifestations soudanaises de 2018-2019
Nemat Abdullah Khair participe aux manifestations soudanaises de 2018-2019, en particulier à une marche des juges et à un sit-in devant le quartier général de l'armée de Khartoum, qui est dispersé lors du massacre de Khartoum le 3 juin. Plusieurs années avant les manifestations, elle était déjà considérée comme une opposante au gouvernement al-Bashir.

## Neutralité politique
Nemat Abdullah Khair n'est affiliée à aucun parti politique,. Selon le Sudan Daily, elle est « reconnue pour sa compétence, son intégrité et son expérience. Muez Hadra des Forces de la liberté et du changement (FFC) décrit Nemat Abdullah Khair comme « honnête et sérieuse » et totalement indépendante de l'ancien gouvernement d'al-Bashir. »

## Chef de la justice soudanaise
Le 10 octobre 2019, Nemat Abdullah Khair est nommée à la tête de la justice soudanaise après avoir été choisie par un consensus entre le Conseil militaire de transition (TMC) et l'alliance des Forces de la liberté et du changement (FFC). En vertu de l'article 29.(3) du projet de déclaration constitutionnelle d'août 2019, elle est également présidente de la Cour suprême et « responsable de l'administration de l'autorité judiciaire devant le Conseil supérieur de la magistrature »,.
Nemat Abdullah Khair est la première femme juge en chef du Soudan,, et l'une des rares femmes juges en chef en Afrique (après Kaïta Kayentao Diallo – Mali, 2006 ; Umu Hawa Tejan-Jalloh – Sierra Leone, 2008 ; Mathilda Twomey – Seychelles, 2011 ; Nthomeng Majara – Lesotho, 2014 ; Irene Mambilima – Zambie, 2015 ; Sophia Akuffo – Ghana, 2017 ; Meaza Ashenafi – Éthiopie, 2018). Parmi les autres femmes dirigeantes du Soudan pendant la période de transition figurent la ministre Intisar el-Zein Soughayroun et les membres du Conseil de souveraineté Aisha Musa el-Said et Raja Nicola.
Le 12 septembre 2019, avant la confirmation de Nemat Abdullah Khair le 10 octobre, des milliers de manifestants à Khartoum et dans d'autres villes soudanaises appellent à la nomination d'Abdelgadir Mohamed Ahmed au poste de juge en chef et de Mohamed el-Hafiz au poste de procureur général,. Un autre décret du 10 octobre nomme Tag el-Sir el-Hibir procureur général.
En mai 2021, Nemat Abdullah Khair est démise de ses fonctions de chef de la justice, et Tag el-Sir el-Hibir remet sa démission.